# Shoot, tilt & drop tower

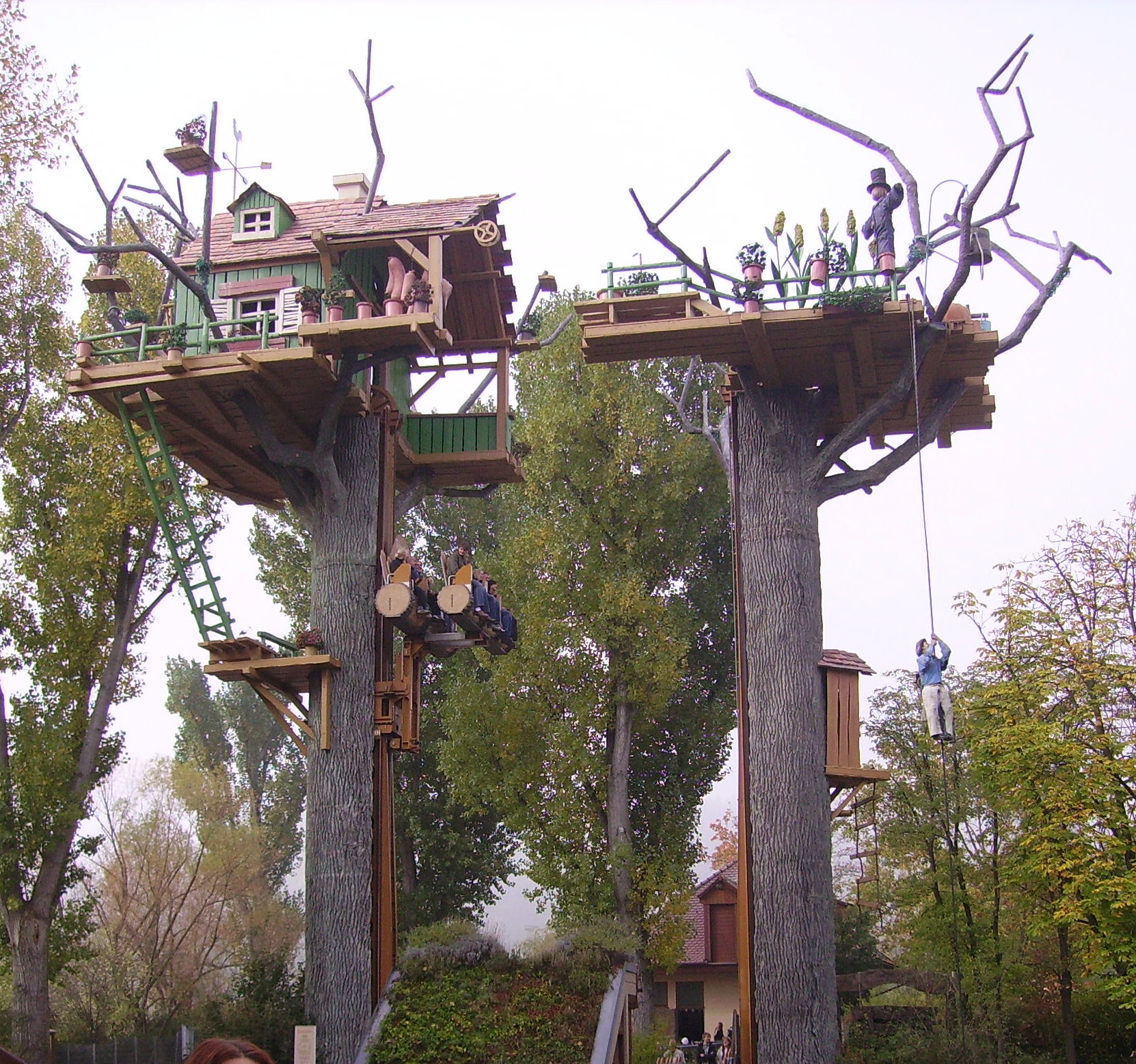
Donnerbalken à Erlebnispark Tripsdrill.

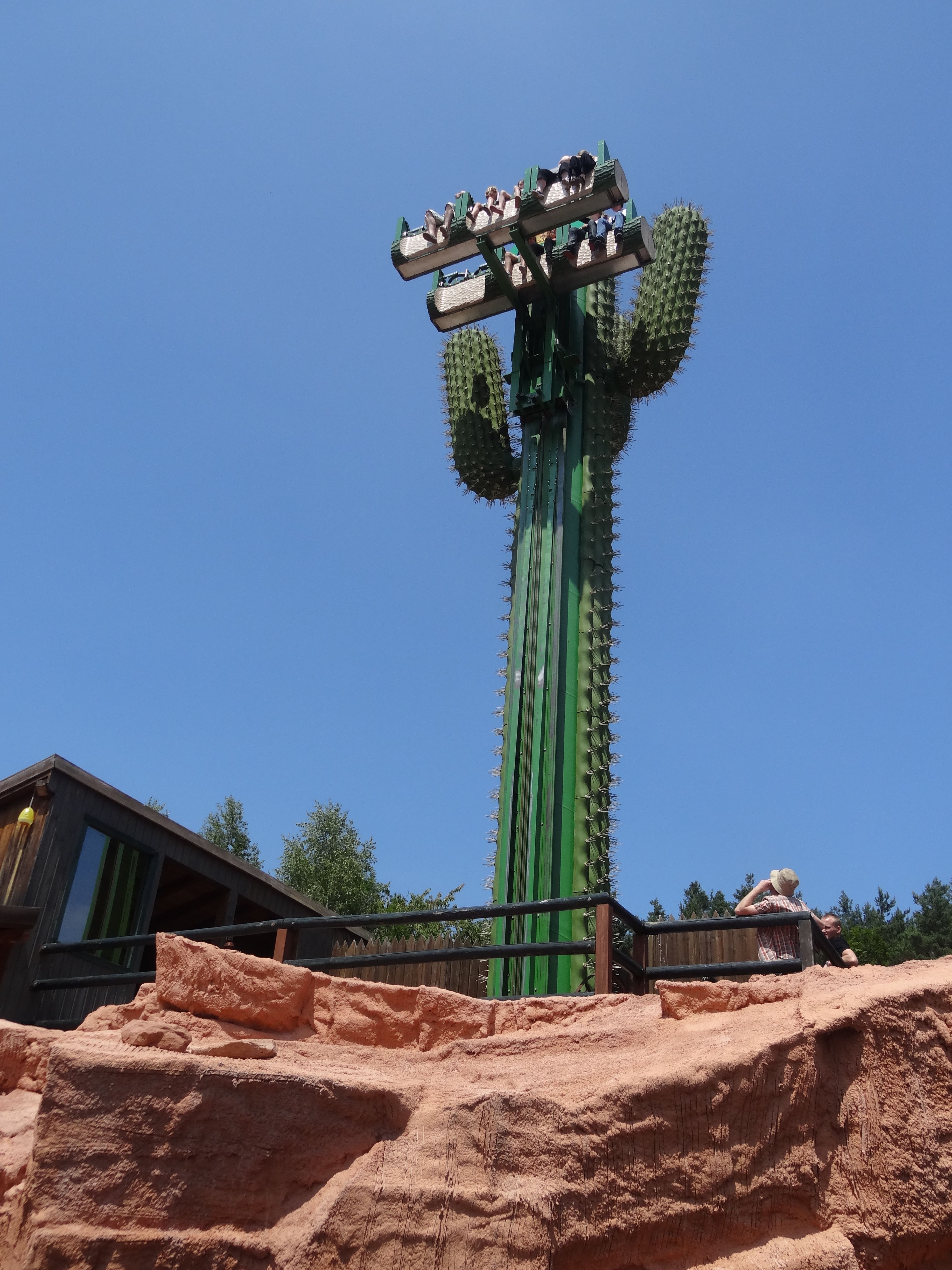
Le Cactus à Fraispertuis-City.

Shoot, tilt & drop tower est un type d'attraction de la famille des tours de chute.

## Concept et fonctionnement
L'attraction se présente sous la forme d'un mat sur lequel est fixé une nacelle pouvant accueillir 12 personnes. Cette nacelle est mobile verticalement et effectue des montées et de descentes selon un programme prédéfini. La particularité de ce type d'attraction réside dans l'effet "tilt" (incliner) où la nacelle effectue un basculement brusque vers l'avant. Cet effet surprenant donne l'impression aux passagers que leur nacelle se décroche. 
L'attraction a été développée par le constructeur suisse Bear Rides, devenu Swiss Rides, filiale du groupe Bartholet. Nommée à l'origine "Shoot, tilt & drop tower", elle a été renommée par son constructeur "Drop and Tilt Tower". 
L'attraction n'a été construite que pour trois parcs. Dans les versions de Erlebnispark Tripsdrill et BonbonLand, les tours sont doublées et se font face à face. La version de Fraispertuis-City est unique et reprend une décoration en forme de cactus. 

## Attractions de ce type
| Nom           | Parc                    | Pays      | Année d'ouverture |
| ------------- | ----------------------- | --------- | ----------------- |
| Donnerbalken  | Erlebnispark Tripsdrill | Allemagne | 2003              |
| Krage-Trærene | BonbonLand              | Danemark  | 2006              |
| Le Cactus     | Fraispertuis-City       | France    | 2008              |